# Cinema Pastene
El Cinema Pastene es una sala de cine ubicada en la localidad de Capitán Pastene, en la Región de La Araucanía, Chile. Fue inaugurado en 1910 por la familia Rosatti, y abre excepcionalmente para turistas en fechas especiales.
El cine abría todas las semanas para la exhibición de películas, en especial wésterns, hasta los años 1970, cuando el tren dejó de pasar por Capitán Pastene. Hasta 1983 abría una vez al mes, y de ahí se mantuvo cerrado hasta 2023 cuando comenzó a abrir para turistas.